# Five Variants of Dives and Lazarus
Five Variants of Dives and Lazarus (Cinco variantes sobre «Dives and Lazarus») es una obra para arpa y orquesta de cuerda de Ralph Vaughan Williams. La composición está basada en la canción popular "Dives and Lazarus", una de las canciones populares que el compositor citó en su English Folk Song Suite.
Vaughan Williams compuso el trabajo como encargo del British Council para ser interpretado en la Exposición General de segunda categoría de Nueva York de 1939 en Nueva York. Su estreno tuvo lugar de la mano de la Orquesta Filarmónica de Nueva York en el Carnegie Hall, el 10 de junio de 1939, dirigida por Adrian Boult. En esa ocasión también se estrenaron el Concierto para piano en si bemol de Arthur Bliss y la Sinfonía n.º 7 de Arnold Bax.
Boult también dirigió el estreno británico en noviembre de 1939 en Bristol.

## Secciones
- Introducción y Tema: Adagio, si menor
- Variante I: si menor
- Variante II: Allegro moderato, si menor
- Variante III: re menor
- Variante IV: L'istesso tempo
- Variante V: Adagio, si menor